# Monitor (álbum)
Monitor es el segundo álbum del grupo mexicano regiomontano Volován. Fue lanzado el 1 de enero de 2006.
Se trasmitio el videoclip de Bailas por Proyecto Tv en 2005. En 2006 lanzaron el álbum Monitor (álbum) con la productora Universal Music, debido al cese de actividad de su anterior productora realizando una gira por varios festivales como el Vive Latino, el Motorockr o el Corona Music Fest. También realizaron un concierto junto a Coldplay en México y fueron nominados al Grammy Latino como Mejor Canción de Rock 
En 2007 lanzaron una edición especial del álbum, llamado Monitor Edición Especial, que incluía entre otros temas La luna (con la actriz y cantante Ximena Sariñana, y que formó parte de la banda sonora de El brindis). El productor Sebastián Krys se encargó de darle forma al tema Cada vez que respiro, que definiría el equipo de trabajo y el rumbo de su siguiente producción. En 2008 se volvió a lanzar otra edición del album (Slidepac). Los tres discos fueron lanzados un día 1 de enero de sus respectivos años.

## lista de canciones
Canciones escritas por Volován.
1. Ya no se ni donde estoy – 4:18
2. Niño de oro – 3:43
3. Monitor – 3:59
4. Ana – 4:01
5. La campana – 3:41
6. Bailas – 4:00
7. Cada vez que respiro – 3:58
8. Yo quien soy – 4:03
9. Desaparece – 4:10
10. Yo por ti – 3:47
11. Britany – 3:08
12. Para que vuelvas – 4:50
13. La luna – 8:38